# جولييت فافيز بوتونييه
جولييت فافيز بوتونييه (بالإنجليزية: Juliette Favez-Boutonnier)‏ (1903 - 13 أبريل 1994) كانت أكاديمية وطبيبة نفسية ومحللة نفسية فرنسية.